# Philipp Mohler
Philipp Heinrich Mohler (Kaiserslautern, 26 november 1908 – Frankfurt am Main, 11 september 1982) was een Duits componist, muziekpedagoog en dirigent. Van 1958 tot 1976 was hij directeur van de Hochschule für Musik und Darstellende Kunst Frankfurt am Main.

## Levensloop
Mohler studeerde van 1928 tot 1934 zowel aan de Universiteit München alsook aan de Academie van de toonkunst te München bij Joseph Haas, Hermann Wolfgang von Walterhausen en Valentin Härtl. Hij werkte als muziekleraar en dirigent te München, Neurenberg en Landau in der Pfalz. In 1940 werd hij als opvolger van Hugo Distler docent voor compositie en dirigeren aan de Staatliche Hochschule für Musik und Darstellende Kunst Stuttgart. In 1943 werd hij tot professor benoemd. In deze tijd was hij eveneens dirigent van de Stuttgarter Orchester-Verein en de Stuttgarter Lehrergesangverein.  In 1958 werd hij tot directeur van de Hochschule für Musik und Darstellende Kunst Frankfurt am Main beroepen, die hij tot 1976 leidde. In 1973 werd hij tegelijkertijd directeur van het Dr. Hoch’s Konservatorium in Frankfurt am Main.
In 1968 kreeg hij de Orde van Verdienste van de Bondsrepubliek Duitsland (Kruis van verdienste I. Klasse) en in 1975 de Goethe-plaquette van de Duitse deelstaat Hessen.
Als componist schreef hij werken voor orkest, harmonieorkest, kamermuziek en vooral koor- en vocale muziek. Naar hem is de Philipp-Mohler-Medaille benoemd die de zangersfederatie uit Rijnland-Palts verdienstelijke leden toekent.

## Composities

### Werken voor orkest
- 1937 Concert, voor piano en orkest, op. 16
- 1939 Sinfonisches Vorspiel, voor orkest, op.18
- 1939 Sinfonische Fantasie, voor orkest, op. 20
- 1941 Heitere Ouvertüre, voor strijkorkest, op.27
- 1955 Concertino, voor dwarsfluit en strijkorkest, op. 28
- 1957 Sinfonisches Capriccio, voor orkest, op. 40
- 1960 Fantasiestück, voor cello en strijkorkest (of piano), op. 17
- 1964 Shakespeare-Suite : Tanzsätze v. Zeitgenossen William Shakespeares, voor orkest

### Werken voor harmonieorkest
- 1957 Fanfaren-Intrade, op. 38
- 1982 Bläsersätze : Lieder der Schlussfeier des 14. DSB Festes

### Cantaten
- 1933 Geistliche Solokantate, voor sopraan, piano en strijkkwartet, op. 10 - tekst: J. Langbehn
- 1961 Viva la musica!, cantate voor sopraan (of tenor), mannenkoor en orkest, op. 41
- 1963 Cantata domestica - o schöner Tag, huiscantate voor zangstem, 2 violen en cello - tekst: Fritz Brunner
- 1963 Wandspruch-Kantate, cantate voor mannenkoor en harmonieorkest (of piano), op. 29b - tekst: Fritz Brunner
- 1967 Laetare ... (1967), cantate voor sopraan, knappen- en gemengd koor en orkest, op. 43 - tekst: Carl Zuckmayer
- 1975 Spanische Szenen, lyrische cantate voor gemengd koor, twee piano's, pauken en slagwerk, op. 45 - tekst: Lope de Vega
- 1980 Träumer und Vaganten, lyrische cantate voor bariton en orkest, op. 46 - tekst: Hermann Hesse

### Vocale muziek

#### Werken voor koor
- 1936 Ach, wie flüchtig, ach, wie nichtig, voor mannenkoor, op. 15 - tekst: Johann Melchior Franck
- 1936 Leben, voor mannenkoor, koperblazers en pauken, op. 5 - tekst: J. Linberg
- 1943 Heldenruhm - alle, die hier starben, voor mannenkoor, op. 22, Nr. 2 - tekst: H. Flaskamp
- 1943 Unter der Erde, voor gemengd koor, op. 22, Nr. 1 - tekst: Rudolf G. Binding
- 1943 Vergangen ist die Nacht, voor vrouwenkoor, dwarsfluit en strijkorkest, op. 14
- 1943 Zwei Weihnachtslieder (Twee kerstliederen), voor driestemmig vrouwen- of kinderkoor
  1. Maria durch einʹ Dornwald ging
  2. Zu Bethlehem geboren
- 1950 Ein neues Jahr : ein neues Jahr, ein neue Zeit ..., voor mannenkoor - tekst: Frida Schanz
- 1951 Ähren im Sturm - o, wie der Sturm so dunkel braust!, voor mannenkoor - tekst: Hermann Hesse
- 1951 Ein Traum ist unser Leben, voor mannenkoor - tekst: Johann Gottfried von Herder
- 1951 Morgensonne - tu auf das Tor, Hymne voor mannenkoor, op. 30, Nr.1 - tekst: Arthur Michel
- 1951 Zimmerspruch - das Neue Haus ist aufgerichtʹt, voor mannenkoor, op. 30, Nr.2 - tekst: Ludwig Uhland
- 1952 Juli - klingt im Wind ein Wiegendlied, voor mannenkoor - tekst: Theodor Storm
- 1953 Ein freier Mut : o, wie so schön und gut!, voor driestemmig vrouwenkoor
- 1953 Zum Abschied : fort mit den Grillen!, voor gemengd koor
- 1959 Hausspruch - das ist das Beste, voor mannenkoor, op.39, Nr. 1
- 1959 Glockensegen - komm in diesem Glockensegen!, voor mannenkoor, op.39, Nr. 2
- 1963 Das Ewige ist stille, voor mannenkoor, op. 42, Nr. 3 - tekst: Wilhelm Raabe
- 1963 Der Winter ist vergangen, voor gemengd koor
- 1965 Deutsche Volkslieder der ADC (Arbeitsgemeinschaft Deutscher Chorverbände), voor gemengd koor en strijkorkest (of piano)
  1. Wer sich die Musik erkiest
  2. Die Gedanken sind frei
  3. Auf, du junger Wandersmann!
  4. Auf, auf, zum fröhlichen Jagen!
  5. Und in dem Schneegebirge ...
- Drei Gesänge nach Joseph Freiherr von Eichendorff, voor mannenkoor, op. 32
- Drei Gesänge nach Hans Leip, voor mannenkoor, op. 32
- Laß der Urkraft edler Töne, voor gemengd koor, op. 29 Nr. 2
- Singend sei dein Tag begonnen, voor gemengd koor
- Der Tod von Flandern, voor mannenkoor

#### Liederen
- 1932 Rilke-Lieder, voor sopraan (of tenor) en piano, op. 2
- 1943 Nachtmusikanten : hier sind wir arme Narrʹn, serenade voor tenor, 4 tot 8-stemmig gemengd koor en klein orkest, op. 24 - tekst: Abraham a Santa Clara
- 1957 Vagabundenlieder, 3 liederen voor zangstem en piano, op. 36 - tekst: Hermann Hesse
  1. Der alte Landstreicher
  2. Landstreicherherberge
  3. Handwerksburschenpenne

### Kamermuziek
- 1947 Divertimento, voor viool en altviool, op. 13
- 1952 Capriccio, voor strijkkwartet
- 1953 Konzertante Sonate, voor altviool en piano, op. 31
- 1984 Fantasia serena, voor cello en harp

### Werken voor orgel
- 1941 Zwei Canzonen für Orgel, op. 17

### Werken voor piano
- 1950 3 Konzertstücke, op. 21

### Werken voor accordeon
- 1945 Trossinger Musik 1945, voor accordeon
- 1969 Zwei Humoresken, voor accordeon